# Peni Fakalelu
Pas d'image ? Cliquez ici

a Compétitions nationales et continentales officielles uniquement.

b Matchs officiels uniquement.
Dernière mise à jour le 19 mai 2025.
Penisimani "Peni" Fakalelu, né le 11 septembre 1984 à Holonga, est un joueur de rugby à XV tongien, qui joue au poste de pilier. International tongien depuis 2005, il évolue de nombreuses saison avec la Section paloise avant de rejoindre en 2015 le club de Bourgoin, puis celui de Strasbourg pendant une saison (2017-2018), avant de retourner à Bourgoin.

## Carrière

### En club
Il joue dans le championnat de France de Pro D2 sous les couleurs de la Section paloise depuis 2006. En 2015, non conservé par son club après une saison où il est peu utilisé, il rejoint le club du CS Bourgoin-Jallieu.

### En équipe nationale
Il a honoré sa première sélection internationale le 12 novembre 2005 à l'occasion d un match contre l'Équipe d'Italie.

## Palmarès

### En équipe nationale
- 6 sélections avec Tonga
- Sélections par année : 1 en 2005, 2 en 2006, 1 2009, 2 en 2013